# UPS Airlines
A UPS Airlines é uma empresa aérea de carga com sede em Louisville, no estado Kentucky, nos Estados Unidos, foi fundada em 1988 como uma subsidiária da United Parcel Service, apesar da UPS já utilizar aviões para transporte desde 1929, atualmente é a terceira maior empresa aérea de carga do mundo em volume de carga.

## Frota

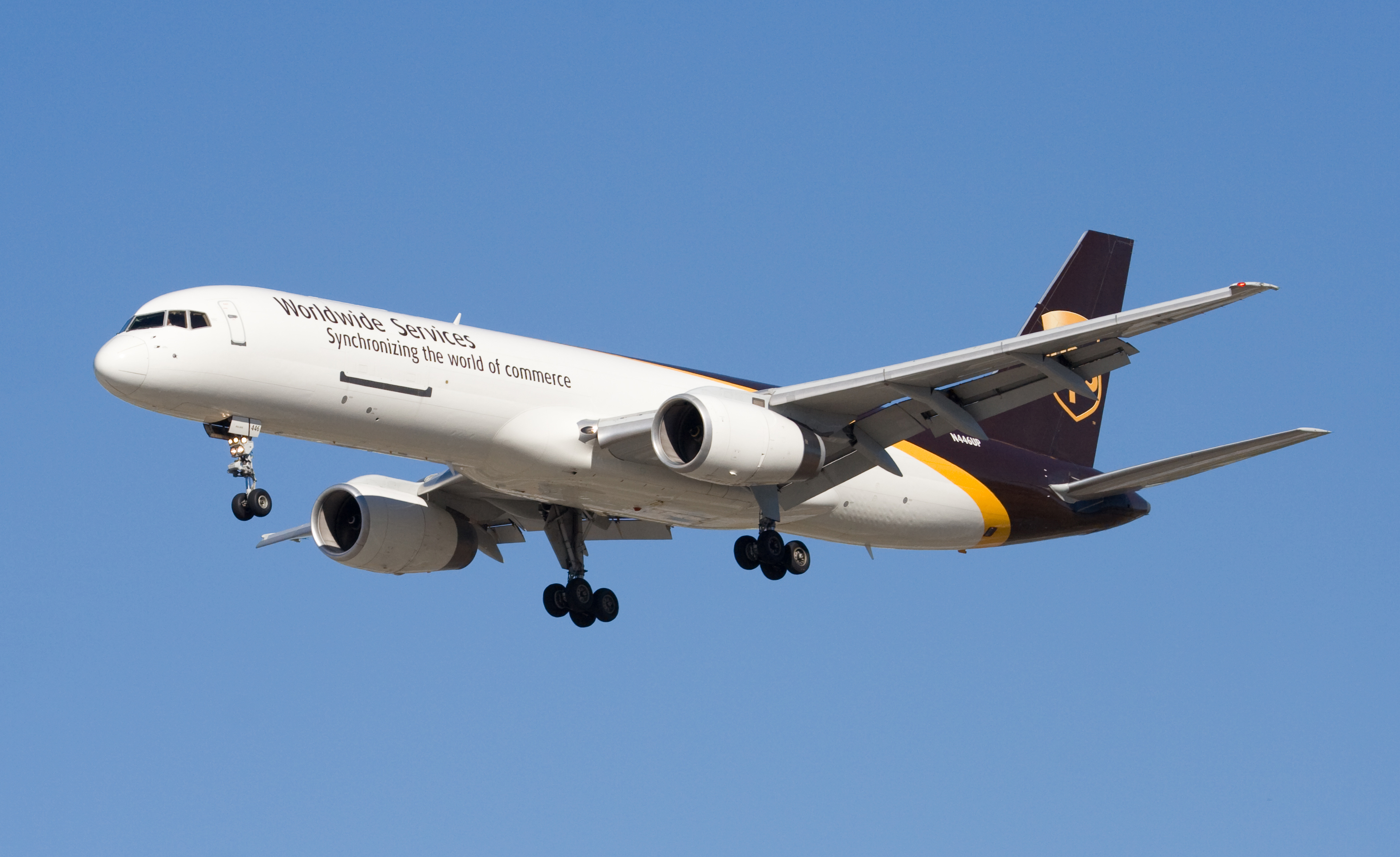
Boeing 757-200PF da UPS Airlines.

Em novembro de 2018.
- Airbus A300-600RF - 52
- Boeing 747-400BCF - 2
- Boeing 747-400F - 11
- Boeing 747-8F - 9
- Boeing 757-200PF - 75
- Boeing 767-300ER/BCF - 3
- Boeing 767-300ERF - 59
- McDonnell Douglas MD-11F - 37